# AC Sparta Praha (Radsportteam)

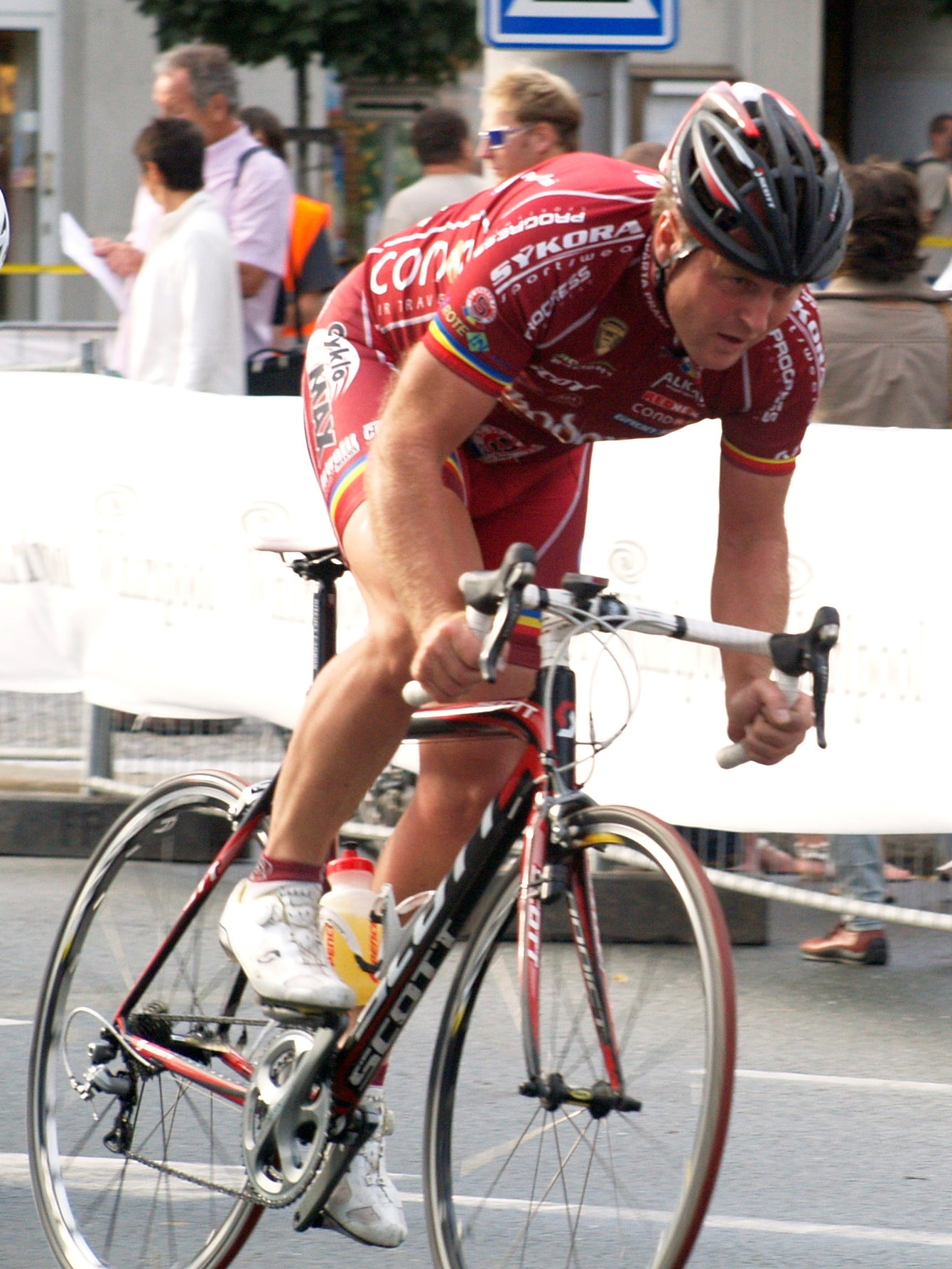
Team-Manager Zdeněk Rubáš

AC Sparta Praha ist ein tschechisches Radsportteam mit Sitz in Prag.

## Organisation und Geschichte
Seit 2002 besitzt die Mannschaft eine UCI-Lizenz und seit 2005 – mit Unterbrechungen – eine Lizenz als UCI Continental Team, mit der sie hauptsächlich an Rennen der UCI Europe Tour teilnimmt. Manager ist Zdeněk Rubáš, der von seinem Sportlichen Leiter Petr Pučelík unterstützt wird. Das Radsportteam ist keine Abteilung des gleichnamigen Fußballvereins Sparta Prag.
Bisher konnte das Team erst zwei Siege bei UCI-Rennen einfahren, 2009 durch Tomáš Okrouhlický und 2013 durch Nebojša Jovanović.

## Platzierungen in UCI-Ranglisten
UCI-Weltrangliste
| World Ranking | World Ranking | World Ranking       | World Ranking |
| Jahr          | Teamwertung   | Einzelwertung       |               |
| ------------- | ------------- | ------------------- | ------------- |
| 2018          | —             | Jan Stöhr (1281. )  |               |
| 2020          | 153.          | Petr Fiala (1125. ) |               |
| 2024          | —             | —                   |               |
|               |               |                     |               |
| Quelle: UCI   |               |                     |               |

UCI Africa Tour
| Saison    | Mannschaftswertung | Fahrerwertung            |
| --------- | ------------------ | ------------------------ |
| 2009      | 20.                | Nebojša Jovanović (132.) |
| 2010–2016 | -                  | -                        |

UCI America Tour
| Saison    | Mannschaftswertung | Fahrerwertung       |
| --------- | ------------------ | ------------------- |
| 2009–2010 | -                  | -                   |
| 2011      | 38.                | Roman Broniš (326.) |
| 2012–2016 | -                  | -                   |

UCI Asia Tour
| Saison    | Mannschaftswertung | Fahrerwertung           |
| --------- | ------------------ | ----------------------- |
| 2009      | -                  | -                       |
| 2010      | 62.                | Rostislav Krotký (301.) |
| 2011-2016 | -                  | -                       |

UCI Europe Tour
| Saison    | Mannschaftswertung | Fahrerwertung              |
| --------- | ------------------ | -------------------------- |
| 2009      | 81.                | Nebojša Jovanović (215.)   |
| 2010      | 98.                | Nebojša Jovanović (630.)   |
| 2011      | 83.                | Roman Broniš (418.)        |
| 2012      | 104.               | Martin Hunal (435.)        |
| 2013      | 108.               | Martin Hunal (592.)        |
| 2014–2017 | -                  | kein Fahrer in der Wertung |
| 2018      | 126.               | Pavel Stöhr (1224.)        |